# Kissed
Kissed (bra: Kissed - Cerimônia de Amor) é um filme canadense de 1996, dirigido e coescrito por Lynne Stopkewich, com base no conto de Barbara Gowdy "We So Seldom Look On Love". Estreou no Festival Internacional de Cinema de Toronto em 7 de setembro de 1996. 
O filme é estrelado por Molly Parker, como Sandra Larson, uma jovem cuja fixação sobre a morte leva a estudar embalsamento em uma escola de necrotério, onde por sua vez, ela se vê atraída por sentimentos de necrofilia. Peter Outerbridge também estrelas como Matt, um colega que desenvolve sentimentos românticos por Sandra, e por isso deve aprender a aceitar as suas inclinações sexuais. 
Apesar de ser permitido um subsídio substancial, Stopkewich passou quase 30 000 dólares em dívida e custou-lhe companhia 400 000 dólares para que ela pudesse completar as filmagens do filme.